# 于光甲
于光甲，字慎卿，直隸滄州（今河北省滄州市）人。清朝政治人物。

## 生平
咸豐六年（1856年）丙辰科二甲進士。選翰林院庶吉士，散館授编修。因事降內閣中書。同治五年（1866年），充任副使，與正使趙新一同前往琉球國冊封國王尚泰。